# Энциклопедия кибернетики
Энциклопедия кибернетики — произведение, выпущенное АН УССР в издании «Українська радянська енциклопедія» сначала на украинском (1973), а затем на русском языке (1974). Состоит из двух томов, содержащих около 1700 статей в следующих областях:
- теория кибернетики (математический аппарат, теория систем, теория информации, методы программирования)
- экономическая кибернетика
- техническая кибернетика
- вычислительная техника
- биологическая кибернетика
- прикладная математика
- философия кибернетики, кибернетика в социологии и проч.

В создании энциклопедии участвовали около 600 специалистов из 102 научных и производственных учреждений СССР. Инициатором издания, организатором коллектива авторов и главным редактором энциклопедии был академик Виктор Михайлович Глушков. Первая в мире кибернетическая энциклопедия.